# 陸川章
陸川 章（りくかわ あきら、1962年3月11日 - ）は、新潟県出身の元バスケットボール選手であり、バスケットボールの指導者である。現役時代のポジションはセンター。東海大学体育学部競技スポーツ学科教授。第29回ユニバーシアード競技大会日本代表HC。

## 来歴
新潟県立新井高等学校から日本体育大学へ進みセンターとして活躍。卒業後NKKに所属し、センターフォワードで日本代表選手としても注目を浴びた。しかし、1999年NKKが廃部となったと同時に現役を引退。しばらく仕事に専念した後、米国カリフォルニア州立大学ロサンゼルス校に留学してコーチ学を研究。2000年度より東海大学のヘッドコーチに就任し現在は監督を務めている。その当時は弱小といわれたチームを数年で強豪チームに育て上げ、ついには2006年竹内譲次を擁して関東大学バスケットボールリーグ戦優勝を果たした。そして、全日本学生バスケットボール選手権大会（インカレ）2連覇も達成した。2024年12月東海大学のヘッドコーチを引退。
また、当時まだNKKの選手だった1996年には天才てれびくん内で放送された「天てれスラムキング」で、当時のてれび戦士達によって結成されたバスケットボールチーム天てれサイバーダンクスの講師を務めた。
弟の陸川隆は、NKK、NECホームエレクトロニクスに所属したバレーボール選手。

## 主な教え子
- 勝又英樹
- 池田雄一
- 西堂雅彦
- 阿部佑宇
- 井上聡人
- 石崎巧
- 内海慎吾
- 竹内譲次
- 小林慎太郎
- 西垣仁貴
- 安部潤
- 中濱達也
- 西村文男
- 嶋田基志
- 古川孝敏
- 満原優樹
- 田中大貴
- 大倉颯太
- 河村勇輝

## DVD
- 『東海大学シーガルスのディフェンス&リバウンド』　ティアンドエイチ株式会社　2015年